# Anna L. Brindley
Anna Lucia Brindley (* 1954 in Dublin) ist eine irische Prähistorikerin.

## Leben
Brindley studierte von 1972 bis 1978 am University College in Dublin und erlangte mit der Arbeit A comparison of the Beaker Pottery from Knowth and Monknewtown den Master-Abschluss. Danach ging sie in die Niederlande und wurde wissenschaftliche Mitarbeiterin am archäologischen Institut der Reichsuniversität Groningen. 2007 promovierte sie dort zum Thema The dating of food vessels and urns in Ireland.
Brindleys Forschungsschwerpunkt ist die Jungsteinzeit in Irland und den Niederlanden. Sie beschäftigt sich vor allem mit der Auswertung und Typologisierung von keramischen Grabinventaren und mit Radiokarbondatierung. Sie wertete zahlreiche Inventare niederländischer Großsteingräber aus und entwickelte auf dieser Grundlage ein bis heute maßgebliches siebenstufiges typochronologisches System für die Westgruppe der Trichterbecherkultur.

## Schriften
- The dating of food vessels and urns in Ireland (= Bronze Age Studies. Band 7). Department of Archaeology, National University of Ireland, Galway 2007.